# Pedro Déniz
 (novembre 2011).
Si vous disposez d'ouvrages ou d'articles de référence ou si vous connaissez des sites web de qualité traitant du thème abordé ici, merci de compléter l'article en donnant les références utiles à sa vérifiabilité et en les liant à la section « Notes et références ».
Pedro J. Déniz Acosta, né à Santa Brígida (Las Palmas de Gran Canaria, Îles Canaries) en 1964, est un artiste interdisciplinaire espagnol qui a développé des projets et expériences allant de la objectuelle à l'installation, de la photographie à la vidéo, il a développé l'action[pas clair], l'art performance et la poésie visuelle.

## Biographie
En 1998, il inaugure le projet La Puente, ce qui représente un tournant dans son travail. Il ouvre des lignes de communication et d'action artistique en lançant des bouteilles sur le Premier méridien réalisées par différents artistes.
En 2002, il réalise sa première exposition dans la Salle de San Antonio Abad au Centro Atlántico de Arte Moderno, CAAM. Cette même année, il  présente avec l'artiste marocain Mounir Fatmi la performance Powerline - Imagen y Poder au Espacio C Arte Contemporáneo, Camargo, Santander.
Les deux artistes sont allés travailler un an après au II Réunion Internationale d'Art Contemporain Espacios Mestizos, Osorio, Teror, Gran Canaria avec de performance, Espaces Métisse visant à placer le spectateur à un moment de réflexion sur les frictions culturelles.
Dans le cadre de Performando, Réunion  de Actions et Performances qui s'est tenue à Las Palmas de Gran Canaria rend la performance Le rôle de la mémoire en construisant un mur à travers des fragments de la presse dans le but de remettre en question les informations que nous relégués par les médias.
En octobre 2003, il a exposé une installation photographique appelé Welcome en 5es Rencontres de la Photographie Africaine de Bamako, au Mali.
Cette même année, il présente d’exposition Sucré-Salé une installation photographique sur les questions de migration inclus dans le projet collectif d’Aula Mestizaje à l’Université de Las Palmas de Gran Canaria.
L'artiste Ricardo Basbaum (Brésil), Robin Rhode (Afrique du Sud) et Pedro Déniz a montré l'exposition collective appelé 3 Scénarios l’installation a été de mars à avril dans la Salle San Antonio Abad au Centro Atlántico de Arte Moderno CAAM, en 2005.
Un de ses poèmes visuels a été sélectionné pour l'exposition Désaccords. À propos de l'art, la politique et la sphère publique dans l'Etat espagnol section poésie expérimentale, au Musée d'Art Contemporain de Barcelone MACBA. Cette même année, il a présenté sa vidéo May day dans le cadre de la 6e Biennale de Photographie à Bamako, au Mali.
Les mois d'avril et mai 2006 il a participé à la deuxième partie de Violence Urbaine (ISTIC) à la Fondation MAPFRE de Las Palmas de Gran Canaria et Santa Cruz de Tenerife, Gouvernement des Îles Canaries.
Cette année a également présenté son travail Ajuy dans la Biennale de Dakar dans le projet multimédia Meeting Point. D'Octobre à Décembre 2007 présenté à l'Université Autonome Métropolitaine du Mexique UAM le project Transits, les territoires de la réalité,  avec des artistes Domingo Diaz et Jose Luzardo qui veulent visant à contester le concept fonctionne avec un sens de la réalité imposée par la culture dominante.
En avril 2008 il a participé avec la performance Jappy New Year dans le Projet Cirque, un événement international de l'Audiovisuel et performance, La Havane, Cuba.
En vertu de la Réunion de l'Interaction organisée par Gran Canaria Espacio Digital introduit sa performance de la Transit / Cécité, où il étudie la perte des causes profondes de la migration.
En 2009, exposé à la 10e Biennale de La Havane installation interactive Tranchée de pensée où Déniz reflète à travers son œuvre la fragilité de la pensée plurielle.